# Dymnica motylowa
Dymnica motylowa, dymnicznik zwyczajny (Amorphochilus schnablii) – gatunek ssaka z rodziny furiakowatych (Furipteridae).

## Taksonomia
Rodzaj i gatunek po raz pierwszy zgodnie z zasadami nazewnictwa binominalnego nazwał w 1877 roku niemiecki zoolog Wilhelm Peters nadając im odpowiednio nazwy Amorphochilus i Amorphochilus schnablii. Holotyp pochodził z Tumbes, w Regionie Tumbes, w Peru. Jedyny przedstawiciel rodzaju dymnica (Amorphochilus). 
Autorzy Illustrated Checklist of the Mammals of the World uznają ten gatunek za monotypowy. 

### Etymologia
- Amorphochilus: gr. αμορφος amorphos „zniekształcony, brzydki”, od przedrostka negatywnego α- a-; μορφη morphē „kształt, forma”; χειλος kheilos, χειλεος kheileos „warga, usta”[12].
- schnablii: dr Johann Andreas Schnabl (także Jan Sznabl) (1838–1912), niemiecko-polski lekarz, zoolog[13].

## Zasięg występowania
Dymnica motylowa znana jest tylko z wąskiego pasa na zachód od Andów w środkowym i południowym Ekwadorze (w tym wyspa Puná), Peru i północnym Chile.

## Morfologia
Długość ciała (bez ogona) 39–47 mm, długość ogona 27–34 mm, długość ucha 12–15 mm, długość tylnej stopy 6–10 mm, długość przedramienia 34–38 mm; masa ciała 3–10 g. Futro szarawe lub brązowe. Charakterystyczne wyrostki na pysku i wargach służą prawdopodobnie do smakowania pożywienia.

## Tryb życia
Żyje w lasach, na terenach suchych, a także w pobliżu pól uprawnych. Gnieździ się w jaskiniach i opuszczonych budynkach. Występuje w grupach do 300 osobników. Żywi się ćmami i motylami.